# Simplicia inflexalis
Simplicia inflexalis là một loài bướm đêm trong họ Noctuidae.